# Made in Sweden (with Love)
Made in Sweden (with Love) är det första albumet med jazzrockgruppen Made in Sweden från 1968.
Albumet producerades av Gunnar Bergström och Rune Öfwerman för Sonet. Omslagsfoto: Carl Johan Rönn. Omslagsdesign: Yngve Solberg. Omslagstext: Errol Devonish.

## Låtlista[1]
Sida A
1. I don't care (G. Wadenius - T. Borgudd - B. Häggström)
2. Peter Gunn (Henry Mancini)
3. Sombrero Sam (Charles Lloyd)
4. Little Dame (G. Wadenius - M. Holmberg)

Sida B
1. Saucery (Charles Lloyd)
2. A day in the life (J. Lennon - P. McCartney)
3. Harry Lime theme (Anton Karas)
4. Little Charlie (T. Borgudd - G. Wadenius)

## Medverkande[1]
- Jojje Wadenius – gitarr, sång
- Bosse Häggström – elbas, gitarr
- Tommy Borgudd – trummor
- Gert Palmcrantz - Tekniker

### Fotnoter
1. 1 2 3 4  Sonet SLP-71 skivomslag
2. ↑  ”Made In Sweden - Made In Sweden (With Love)”. discogs.com. https://www.discogs.com/master/422530-Made-In-Sweden-Made-In-Sweden-With-Love. Läst 3 april 2024.